# George Driver Nelson
George Driver Nelson dr. (Charles City, Iowa, 1950. július 13.–) amerikai űrhajós.

## Életpálya
1972-ben a Harvey Mudd Főiskolán fizikából vizsgázott. 1974-ben a Washingtoni Egyetemen csillagászatból doktorált, amit 1978-ban (PhD) védett meg. Több neves obszervatóriumban (Új-Mexikó, Hollandia, Nyugat-Németország).
1978. január 16-tól a Lyndon B. Johnson Űrközpontban részesült űrhajóskiképzésben. Segítette a WB 57-F (Föld erőforrásainak kutatása repülőgépről/űrrepülőgépről) berendezésének kialakítását. Részt vett az Extravehicular Mobility Unit űrruha kifejlesztésében. Kiképzett űrhajósként az STS–1, STS–3 és az STS–4 küldetéseken a támogató (tanácsadó, problémamegoldó) csapat tagja. Három űrszolgálata alatt összesen 17 napot, 2 órát és 43 percet (411 óra) töltött a világűrben. Két űrséta alkalmával összesen 10 óra és 6 percet tartózkodva űrhajón kívül. Űrhajós pályafutását 1989. június 30-án fejezte be. A csillagászat professzora a Washingtoni Egyetemen.

## Űrrepülések
- STS–41–C, a Challenger űrrepülőgép 5. repülésének küldetésfelelőse. Telepítették az LDEF (Long Duration Exposure Facility) laboratóriumot, és megjavították az SMM (Solar Maximum Mission) műholdat. A javítási munkát kettő űrséta (EVA) alatt James van Hoftennel együtt végezte, összesen 10 óra és 6 percet tartózkodva a világűrben. Elvégezték az előírt kutatási, kísérleti feladatokat. Első űrszolgálata alatt összesen 6 napot, 23 órát és 40 percet (168 óra) töltött a világűrben. 4 619 000 kilométert tett meg, 108 alkalommal kerülte meg a Földet.
- STS–61–C, a Columbia űrrepülőgép 7. repülésének küldetésfelelőse. A küldetés során útnak indítottak egy kommunikációs műholdat. A rakomány része volt a 13 darab "GAS" (Getaway Special) tárolótartály az űrrepülő rakterében, melyekben több, kisebb űrkísérleti eszköz szállítható viszonylag alacsony költséggel. Éjszakai leszállással téretek vissza a Földre. Második űrszolgálata alatt összesen 6 napot, 2 órát és 3 percet (146 óra) töltött a világűrben. 4 069 481 kilométert tett meg, 98 alkalommal kerülte meg a Földet.
- STS–26, a Discovery űrrepülőgép 7. repülésének küldetésfelelőse. Az STS–4 küldetés óta először voltak szkafanderben az űrhajósok indításkor és leszálláskor. A négy napos út során sikeresen útnak indították a TDRS–C távközlési műholdat. Harmadik űrszolgálata alatt összesen 4 napot, 1 órát és 00 percet (97 óra) töltött a világűrben. 2 703 000 kilométert tett meg, 64 alkalommal kerülte meg a Földet.